# TEPPEN
〈TEPPEN〉은 NEWS의 4번째 싱글이다.

## 개요
초회 생산 한정반과 통상반은 자켓 디자인·수록곡이 다르다. 본작으로 NEWS는 메이저 데뷔 싱글 〈희망~Yell~〉이래, 오리콘 차트에서 4작 연속의 첫 등장 1위를 획득. 이 기록은 1989년의 오토코구미에 줄서는 것이다.
본작의 발매 직후, 멤버의 불상사가 발각되어, 프로모션때문에 출연한 《뮤직 스테이션》(2005년 7월 15일, TV 아사히 계열)은 일부의 지역에서 방송 자숙이 되었다.

## 수록곡

### 초회 생산 한정반
1. TEPPEN
작사·작곡: 히비노 히로후미 / 편곡: ha-j, 요시오카 타쿠
  - 《배구 월드 그랑프리 2005》(후지 TV 계열) 이미지 송.
2. 夢の数だけ愛が生まれる / 꿈의 수만큼 사랑이 태어난다
작사: zopp / 작곡: Larry Forsberg, Sven-lnge Sjoberg, Lennart Wastesson
  - 《배구 월드 그랑프리 2005》(후지 TV 계열) 엔딩 테마. 선행 앨범 《touch》에서 아 카펠라 버전으로 하이라이트 부분만 수록되고 있던 악곡을, 어레인지를 바꾸어 풀 코러스로 수록하고 있다. 또, 동앨범의 특전 DVD에는, 콘서트에서 풀 코러스를 노래하는 모습이 수록되고 있다. 작사가 zopp는, 보스턴 체제중에 경험한, 미국 동시다발 테러 사건에 구상을 얻고 가사를 썼는데, 평화에 대한 생각을 전하는 내용이다. 작사는 매우 고생했다고 하는데, 약 반년간에 걸쳐 완성이 되었다[1][2].
3. NANDE×2 DAME
작사·작곡: Shusui, Rui, Stefan Aberg / 편곡: 나카니시 료스케 / Rap: Lowarth
4. TEPPEN（オリジナルカラオケ）

사양·봉입 특전
- 12페이지 스페셜 소책자
- 보석 케이스

### 통상반
1. TEPPEN
2. 夢の数だけ愛が生まれる / 꿈의 수만큼 사랑이 태어난다
3. NANDE×2 DAME
4. Fiesta
작사·작곡: 이데 코지 / 편곡: 스즈키 마사야

사양·봉입 특전
- 2번 접힘 4페이지 소책자
- 2피스 케이스